# Flodkräftans anatomi

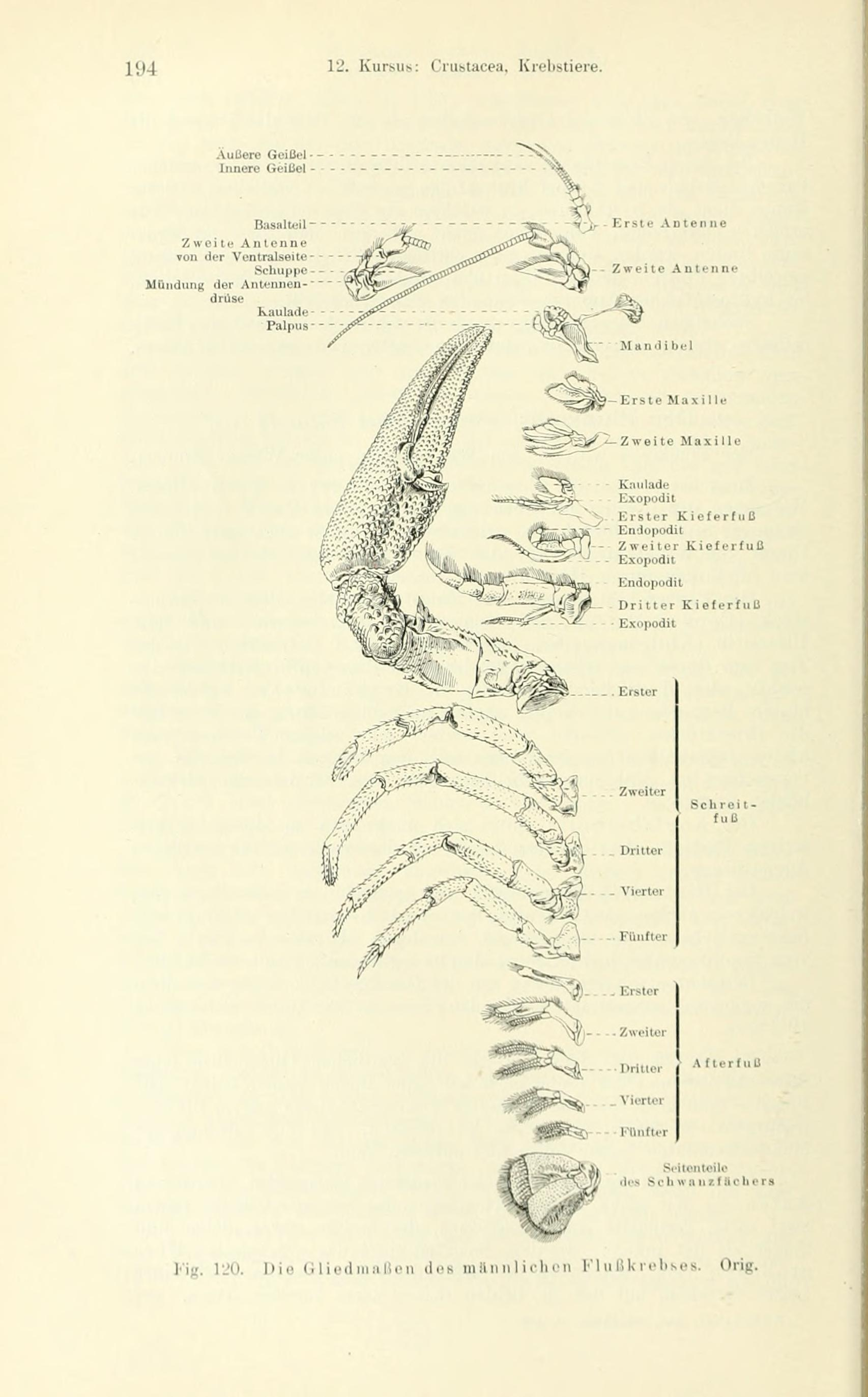
Flodkräftans extremiteter. Från Kükenthal, W. G.: Leitfaden für das Zoologische Praktikum, Jena 1912.

Anatomin hos flodkräftan (Astacus astacus) är ett exempel på den kroppsbyggnad, som är gemensam för de tiofotade kräftdjuren (Decapoda), och i stort sett samma kroppsbyggnad återfinns hos alla storkräftor (Malacostraca). Bilden till höger visar jätteräkan Litopenaeus (Penaeus) setiferus, vars byggnad helt överensstämmer med flodkräftans.

## Yttre utseende
Flodkräftan har som alla leddjur ett hårt yttre skelett, ett exoskelett, som är uppdelat i segment. I princip har varje segment två plåtar (skleriter): en dorsal (tergum) och en ventral (sternum). Tergum skjuter ofta en bit över sternum, och de laterala veck som då bildas kallas pleura. Detta grundmönster blir dock delvis otydligt eftersom många segment smälter ihop eller förändras (tagmatisering). Extremiteterna är uppbyggda av rörformiga ledstycken, som förbinds med tunn veckad hud i lederna. 
Flodkräftans kropp är uppdelad i tre delar, huvud (cephalon), mellankropp (thorax) och bakkropp (abdomen) med  5, 8 resp. 6 segment. 
Huvudet och mellankroppen täcks av en gemensam ryggsköld (carapax). Gränsen mellan huvud och mellankropp syns dock som en V-formad fåra. Ryggskölden täcker även gälkammaren på kroppens sidor. Bakkroppens segment är fria.
Huvudet har sinnesorgan i form av ögon och två par antenner, samt mun och käkar. Längst fram mellan ögonen är ryggskölden utdragen till ett kort taggformigt utskott, rostrum. Käkapparaten består av ett par främre kraftiga bitande käkar (mandibler) och ett par mindre bakre käkar (maxiller). Mellankroppen bär de fem paren gångben, varav det första har stora klor. Bakkroppen har endast små simben på undersidan, men slutar med ett stort vågrätt fenliknande organ.

## Extremiteter
Alla kräftdjurs extremiteter anläggs som en Y-formig s.k. klyvfot (schizopodium). Delen närmast kroppen (protopod) kan ha upp till tre ledstycken och har ofta utskott, t.ex. gälar eller tuggorgan. Från protopoden utgår två grenar, en yttre (lateral) exopod och en inre (medial) endopod. Exopoden tillbakabildas ibland, t.ex. då endopoden är ombildad till gångben.

### Huvudet
1. På första kroppssegmentet finns första antennparet, antennulae, som är tvågrenat. Det fungerar som lukt-, smak- och känselorgan. Vid basen finns också jämviktsorganet. Detta antennpar är homologt med insekternas antenner. 
2. Andra antennparet, antennae, är mycket längre än första och ogrenat. Antennen är endopoden, exopoden är ombildad till en liten skiva. Vid basen mynnar antennkörteln, kräftans exkretionsorgan.
3. Tredje extremitetsparet är tuggorgan, mandiblerna. De två mandiblerna och övriga käkpar biter från sidorna. Tuggplattan, som är mycket hård och räfflad, bildas av ett utskott från protopoden, och musklerna sträcker sig in i huvudet. Mandibeln har också en kort palp (sinnesorgan).
4-5. Dessa extremitetspar bildar två par bakre käkar, maxiller, som hjälper till att bearbeta födan. De kallas maxillulae resp. maxillae. Det bakre paret har också utskott, som driver en vattenström över gälarna innanför carapax.

### Mellankroppen
6-8. De tre första thoraxsegmenten har s.k. käkfötter (maxillipeder), som tillsammans med maxillerna hanterar födan. De har också sinnesceller för beröring och smak. Benpar 7-8 har dessutom gälutskott.
9-13. Övriga fem mellankroppssegment har välutvecklade gångben (pereopoder); kräftan hör ju till de tiofotade kräftdjuren. Det första benparet, chelipeder (på segment 9), bär de kraftiga och muskulösa klorna, som kräftan använder för bytesfångst och försvar. Gångbenen på segment 10-13 är ganska lika, men de första två paren har små gripklor. Gångbenen (utom sista paret) har också basala gälutskott. 

### Bakkroppen
14-18. Bakkroppens första fem benpar är de s.k. simbenen (pleopoder), som används vid simning. Simbenen är tydligt Y-formade, exopod och endopod är ungefär lika stora. Simbenen framkallar också en vattenström över gälarna, som förbättrar syreupptaget. Hanens första simbenpar är ombildat till parningsorgan och har en ränna som överför spermier till honan. Samma benpar hos honan är förkrympt. Honan bär de befruktade äggen på simbenen, vilket ger god tillgång på syrerikt vatten för äggen.
19. Sista benparet är ombildat till två breda, platta uropoder. Vardera uropoden består av två skivor, som bildats från exopod och endopod. Längst bak på kroppen finns en bred oparig platta, telson. Uropoderna och telson tillsammans bildar  en femdelad solfjäderformig fena, som används vid förflyttning bakåt.

## Lokomotion
Vid födosök kryper kräftan framåt på gångbenen. Den kan också simma sakta framåt med hjälp av simbenen. Om kräftan oroas, fäller den in bakkroppen med stor kraft, varvid den snabbt åker bakåt genom vattnet.

## Skelett och muskler
Kräftan har ett yttre skelett (exoskelett), bestående av polysackariden kitin och proteiner. Det förstärks ytterligare genom inlagring av kalciumkarbonat (samt i viss mån kalciumfosfat). Detta skikt (kutikulan) bildas av ett lager hudceller (epidermisceller) under skalet. Vid lederna är kutikulan en mjuk veckad hud. I huden finns också körtlar samt borst som fungerar som känselreceptorer. Kräftans mörkt blågröna färg kommer från pigmentet  astaxantin, som ändrar färg till rött vid kokning.
Då kräftan växer måste skalet bytas. Hudcellerna avsöndrar enzymer som delvis löser upp det gamla skalet, så att detta lossnar, och dessutom kan kalk absorberas och sparas. Sedan bildas ett nytt mjukt skal av hudcellerna. Det gamla skalet spricker (mellan carapax och första bakkroppstergiten), kräftan kryper ut och ökar i storlek genom att ta upp vatten. Så småningom hårdnar det nya skalet, vilket tar cirka en vecka. Under denna tid håller sig kräftan mest dold i hålor under stenar och dylikt. Eftersom kräftan har tagit upp ett överskott av vatten är det nya skalet rymligt och djuret kan tillväxa före nästa skalbyte. Kalken, som sparats som kräftstenar (gastroliter) i magsäcksväggen, återanvänds och lagras in i det nya skalet. Vuxna kräftor ömsar skal cirka två gånger per år och unga kräftor varannan vecka. Skalömsningen styrs av hormoner. 
Muskulaturen fäster på exoskelettets insida eller på utskott (apodemer) på insidan. Gångbenen har antagonistiska böj- och sträckmuskler vid varje led. Bakkroppen har mycket kraftig böjmuskulatur, som slår denna framåt vid flyktreaktion. Musklerna är tvärstrimmiga och styrs av impulser från olika typer av nervceller.

## Mag-tarmkanal

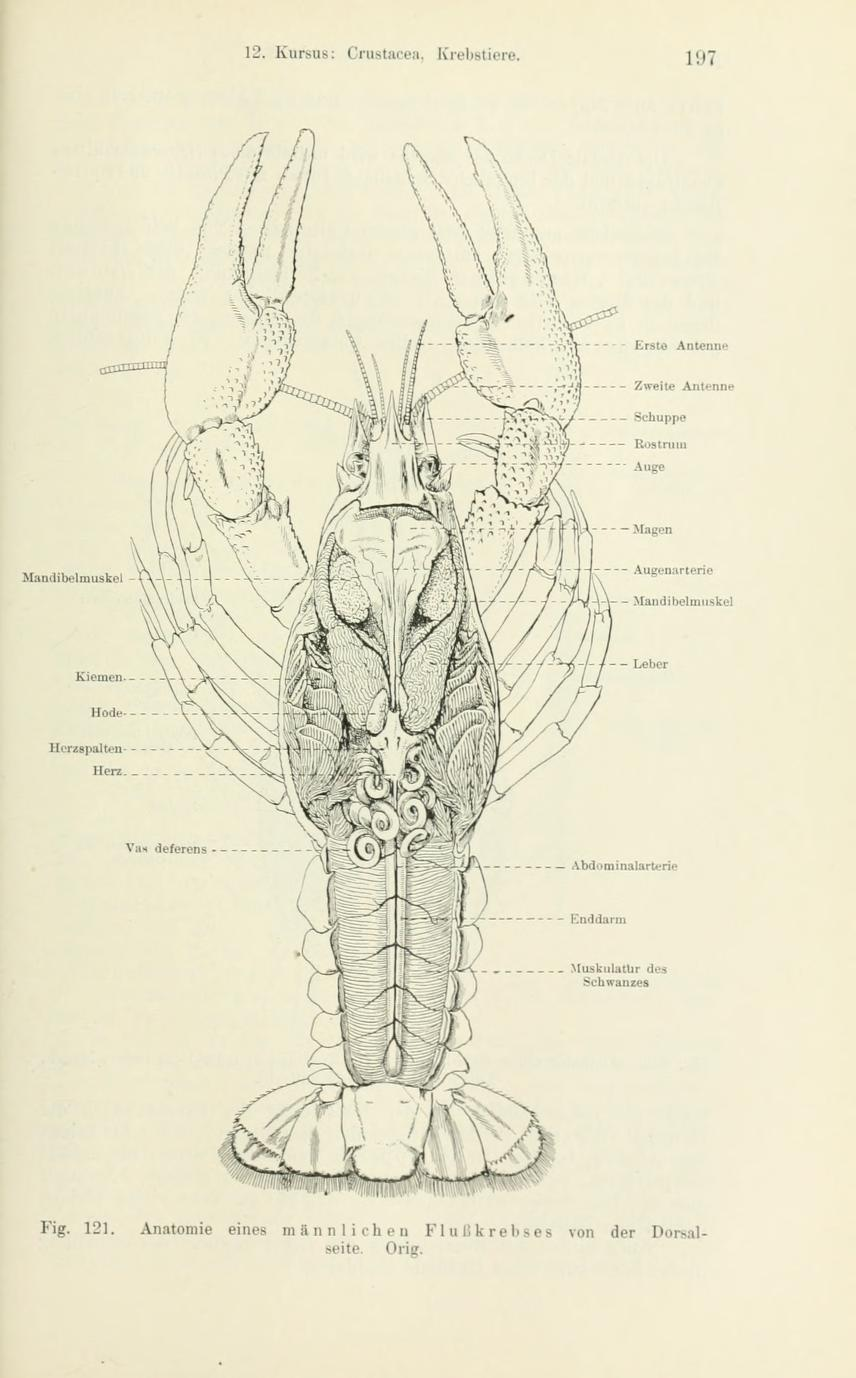
Inre organ hos flodkräfta (hane). Från Kükenthal.

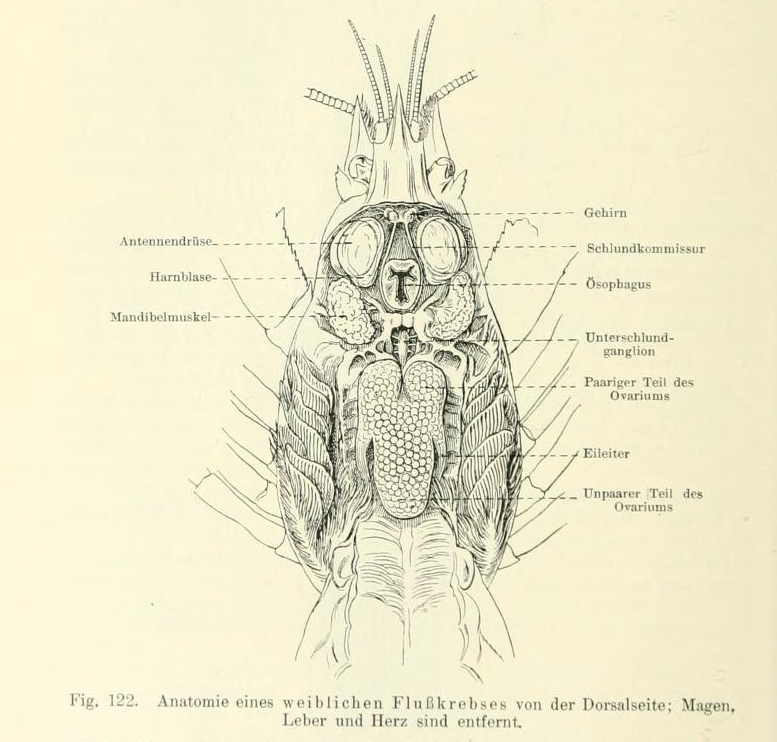
Inre anatomi hos flodkräfta (hona). Magsäck, lever och hjärta är borttagna. Från Kükenthal.

Kräftans tarmkanal består, liksom hos övriga leddjur, av en framtarm (stomodeum), en mittarm, och en baktarm (proctodeum). Fram- och baktarm, som är större delen, är ektodermala och har en tunn kutikula som byts vid skalömsningen; endast mittarmen är endodermal. Kräftan kan bara svälja små bitar, så födan måste först sönderdelas av käkarna - den tuggas och bits sönder av mandiblerna, medan den hålls på plats av maxillerna och maxillipederna (se ovan) samt klorna. Via en kort matstrupe kommer maten till krävan, som har kitinlister med hårda tänder, som ytterligare mal sönder födan. Små partiklar passerar sedan vidare till muskelmagen, medan större partiklar hindras av en rad borst från att passera, och bearbetas vidare eller stöts upp. 
Mittarmen står för den kemiska matspjälkningen och absorptionen. Här mynnar mittarmskörtlar (hepatopancreas), som producerar matsmältningsenzymer. I körtlarna kan även fett, glykogen och kalcium upplagras. Proctodeum mynnar i anus under telson på sista bakkroppssegmentet. 

## Cirkulationssystem
Kräftan har liksom övriga leddjur ett öppet blodkärlssystem, d.v.s. blodet pumpas ut i blodkärl, men rinner sedan fritt i vävnaden i olika hålrum, som tillsammans kallas hemocoel. Dorsalt om mittarmen finns ett kraftigt hjärta, omgivet av en hjärtsäck (pericardium). Hjärtat har tre öppningar, genom vilka blod kommer in från hjärtsäcken. Då hjärtat drar ihop sig stängs öppningarna och blodet pressas ut i artärer, som är försedda med klaffar. Samtidigt sugs nytt blod in i hjärtsäcken. Hjärtats sammandragningar styrs av ett ganglion i hjärtsäcken, vilket har pacemakeraktivitet. Frekvensen påverkas av nerver och hormoner. 
Från de mindre artärgrenarna passerar blodet fritt genom hemocoelets hålrum i vävnaderna och samlas i en större ventral hålighet. Därifrån passerar det till gälarna, där gasutbyte sker. Det återgår via gälvener och hamnar så småningom i pericardiet igen. Blodet, som hos leddjur kallas hemolymfa, innehåller ett löst kopparhaltigt syretransporterande pigment, hemocyanin, samt amöboida fagocyterande celler som håller rent och bekämpar infektioner, och det har viss förmåga att koagulera, vilket hindrar blodförlust vid skador. 

## Andning
Hos flodkräftan sker gasutbytet fr.a. i gälarna, medan mindre kräftdjur ofta har hudandning. Flodkräftans gälar ligger skyddade i en gälkammare på kroppens sidor under ryggskölden. Gälarna är laterala utskott från benparens protopoder (se ovan). De är fjäderliknande, tredelade, har tunn hud, är blodrika och består av tunna trådlika gälfilament, som ökar ytan. Som nämnts alstrar benparens utskott en vattenström genom gälkammaren. Vatten strömmar in i bakre delen och från buksidan och ut i främre delen. Syret transporteras i blodet med hjälp av hemocyanin.

## Vätske- och saltbalans
Eftersom kroppsvätskorna hos sötvattenslevande kräftor har mycket högre salthalt än omgivningen diffunderar vatten hela tiden in. Detta vatten utsöndras via pariga körtlar vid antennbasen, antennkörtlarna. Genom att vätsketrycket i hemolymfan är högt pressas vatten och lösta ämnen ut i antennkörtelns gångar och bildar primärurin. Salter, druvsocker, aminosyror m.m. återabsorberas sedan aktivt, så att urinen blir ännu mer utspädd. Den samlas i en dorsal urinblåsa och töms via en öppning vid andra antennparets bas.
Antennkörteln spelar föga roll för kräftans kvävebalans. Kväve utsöndras huvudsakligen som ammoniak, vilken avges genom diffusion i gälarna.

## Nervsystem

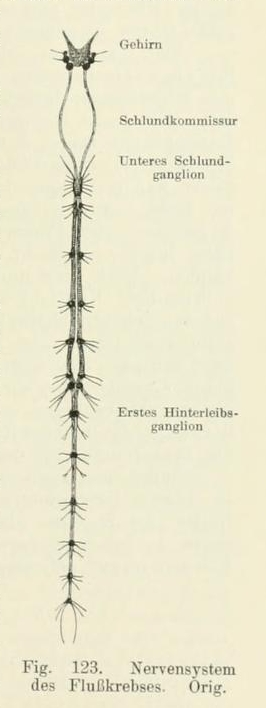
Flodkräftans nervsystem. Från Kükenthal.

Flodkräftans nervsystem är som hos alla leddjur ventralt beläget och består av en bukgangliekedja. Denna är formad som en stege med två nervsträngar som har ganglieknutar och tvärförbindelser i varje segment. Från ganglierna avgår motoriska och sensoriska nervfibrer till benparen och övriga organ. 
I huvudet  finns en hjärna (cerebralganglion), varifrån nerver utgår till ögon, antenner, mun och käkapparat. Hjärnan har tre delar som motsvarar ögon, antennulae resp. antennae. Under matstrupen finns ett stort svalgganglion som har förbindelse med hjärnan på båda sidor av matstrupen. Detta fortsätter i bukgangliekedjan.

## Sinnesorgan
Kräftan har komplexögon med fyrkantiga fasetter. Varje komplexöga består av ca 2500 delögon (ommatidier), som är stavformiga och uppbyggda av ljusbrytande material ytterst och sinnesceller innerst. Flodkräftans ögon är anpassade till ganska svagt ljus (den är mest aktiv på natten), och är därför av typen superpositionsögon. Ögat sitter på ett kort skaft, vilket dels ger rörlighet, dels ökar bildvinkeln.
Kräftan har ett jämviktsorgan vid första antennparets bas. Detta är en säck med en trång öppning på antennens ovansida. Säcken är försedd med sinneshår och innehåller några sandkorn, som fungerar som statoliter, d.v.s. sandkornens tyngd informerar kräftan om lodriktningen och även om lägesförändringar. Sandkornen måste kräftan själv stoppa in efter skalömsningen. Information om kroppens läge kommer också från sträckreceptorer i skelettmuskulaturen.
På större delen av kroppen finns sinneshår som reagerar på beröring. Dessa är särskilt rikliga på antennerna, runt munnen och på buken. På antennerna och runt munnen finns också sinnesceller som reagerar på kemiska retningar, alltså lukt och smak.

## Hormonsystem
Skalömsningen (ecdysis) styrs av hormoner. Ytterst regleras dessa av nervsystemet och påverkas av faktorer som temperatur, dagsljusets längd m.m. Skalömsningen stimuleras av ett hormon från körtlar vid käkmusklerna (homologt med insekternas ecdyson). Detta hämmas av ett annat hormon från neurosekretoriska celler i ögonstjälken. Då det är dags för skalömsning minskar nervsystemet bildningen av detta inhibitoriska hormon. 
Kräftan har också andra hormoner. Det finns könshormoner, som bestämmer sekundära könskarakteristika. Hanen har androgena körtlar som saknas hos honan; om de transplanteras till en hona får hon hanliga egenskaper. Hos vissa räkor kontrolleras skalets pigmentering av hormoner, som bildas i ögonstjälken. Neurosekretoriska produkter från celler i hjärtsäcken reglerar hjärtfrekvensen. Troligen regleras blodsockernivån av produkter från neurosekretoriska celler i ögonstjälken.

## Fortplantning
Flodkräftan är skildkönad. Den har pariga testiklar resp. äggstockar, som är belägna strax under hjärtat. Sädesledaren resp. äggledaren mynnar vid basen av femte resp. tredje gångbensparet. Parningen sker oftast efter skalömsningen, innan skalet hårdnat. Honan kan bara lägga ägg då skalet är mjukt.
Parningen går till så att hanen knuffar över honan på rygg, placerar sig ovanpå och med hjälp av sitt första simbenspar (se ovan) överför spermier till en spermiemottagande blåsa hos honan. Spermierna kan förvaras där under lång tid. Honan bär sedan de befruktade äggen fastklistrade på sina simben, vilket ger skydd och god syrsättning.
Till skillnad från många andra kräftdjur, som har en naupliuslarv, kläcks hos flodkräftan en juvenil form som ser ut som en miniatyrkräfta. Denna tillväxer sedan genom en serie skalömsningar.